# 弘庆召
弘庆召，又称“拉布齐召”，位于内蒙古自治区呼和浩特市玉泉区，是一座藏传佛教格鲁派寺院。弘庆召是呼和浩特地区“七大召”之一。

## 简介
拉布齐召位于大召以南，由宁宁呼图克图于清朝康熙六年（1667年）建造。该寺建筑面积比较大，有三进院落以及东、西仓院。康熙帝赐名“弘庆寺”。此后人称“弘庆召”。
2009年，呼和浩特市文化局计划在2009年内完成弘庆召遗址复原重建工程。2010年，弘庆召正在原址重建，尚未完工。